# Dick Killander
Christian Fredrik Dick Killander, född 3 november 1937 i Falun, är en svensk läkare. Han är son till Fredrik Killander.
Killander blev docent i medicinsk cellforskning vid Karolinska institutet 1966 och medicine doktor 1968. Han var läkare vid Radiumhemmet 1969–1977 och blev docent i onkologi med radioterapi 1975. Killander var 1977–2002 professor i onkologi, verksam vid Universitetssjukhuset i Lund.